# Crepidula adunca
Crepidula adunca är en snäckart som beskrevs av G. B. Sowerby I 1825. Crepidula adunca ingår i släktet Crepidula och familjen toffelsnäckor. Inga underarter finns listade i Catalogue of Life.